# Reach Records
Reach Records é uma gravadora independente americana especializada em hip hop cristão, com sede em Atlanta nos Estados Unidos. A gravadora Reach Records foi criada em 2004 por Ben Washer e o cantor de hip-hop Lecrae.

## História
A gravadora Reach Records começou na cidade de Denton (Texas) no ano de 2004, quando o rapper amador de 25 anos chamado Lecrae se juntou a Ben Washer, um amigo que ele conheceu enquanto liderava um ministério de jovens. O primeiro álbum produzido foi Real Talk de Lecrae no mesmo ano. A gravadora mudou-se para Memphis (Tennessee) em 2006 e para Atlanta em 2009. Em 2010, KB assinou com a gravadora. Em 2012, organizou um programa de artistas de gravadoras no festival South by Southwest em Austin, Texas.

## Artistas
Lecrae,                                                                Tedashi,                                                                      Trip Lee,                                                                   Andy Mineo,                                                                1k Phew,                                                        Whatuprg,                                                             Anike,                                                                    Hulvey,                                                           Limoblaze.